# 崖摩属
崖摩属（学名：Amoora）是楝科下的一个属，为乔木植物。该属共有约25种，分布于印度及马来西亚。